# Kyla Pratt
Kyla Alissa Pratt (Kansas City, Missouri, 16 september 1986) is een Amerikaans actrice.

## Biografie
Ze werd geboren als eerste van vijf kinderen. Ze deed haar eerste acteerervaring op in een episode van Friends, The One Where Rachel Quits, waar ze een kleine gastrol speelde. Ze verscheen ook in meerdere series van Disney Channel en speelde mee in verschillende reclamespots. Van 2001 tot en met 2006 had ze een hoofdrol de komedieserie One On One.
Pratt acteerde ook in films. Ze speelde een hoofdrol in Dr. Dolittle en de twee sequels op die film. Verder had ze een rol in Fat Albert, Nickelodeon-film Maniac Magee en Love and Basketball.
In 1999 won ze de Favorite Rising Star-trofee op de Nickelodeon Kids'Choose
Awards.